# Нихонго норёку сикэн
Нихонго норёку сикэн (яп. 日本語能力試験 нихонго но:рёку сикэн) — экзамен по определению уровня владения японским языком, проводимый среди лиц, для которых японский язык не является родным. Экзамен проводится дважды в год, в первое воскресенье июля и декабря. В случае успешной сдачи экзамена соискателю выдаётся сертификат международного образца, принимающийся большинством японских организаций, за исключением учебных заведений. На территории Японии экзамен проводит Японская ассоциация содействия международному образованию, а за её пределами — Японский фонд. Летний экзамен проводится в первое воскресенье июля, а зимний — в первое воскресенье декабря.

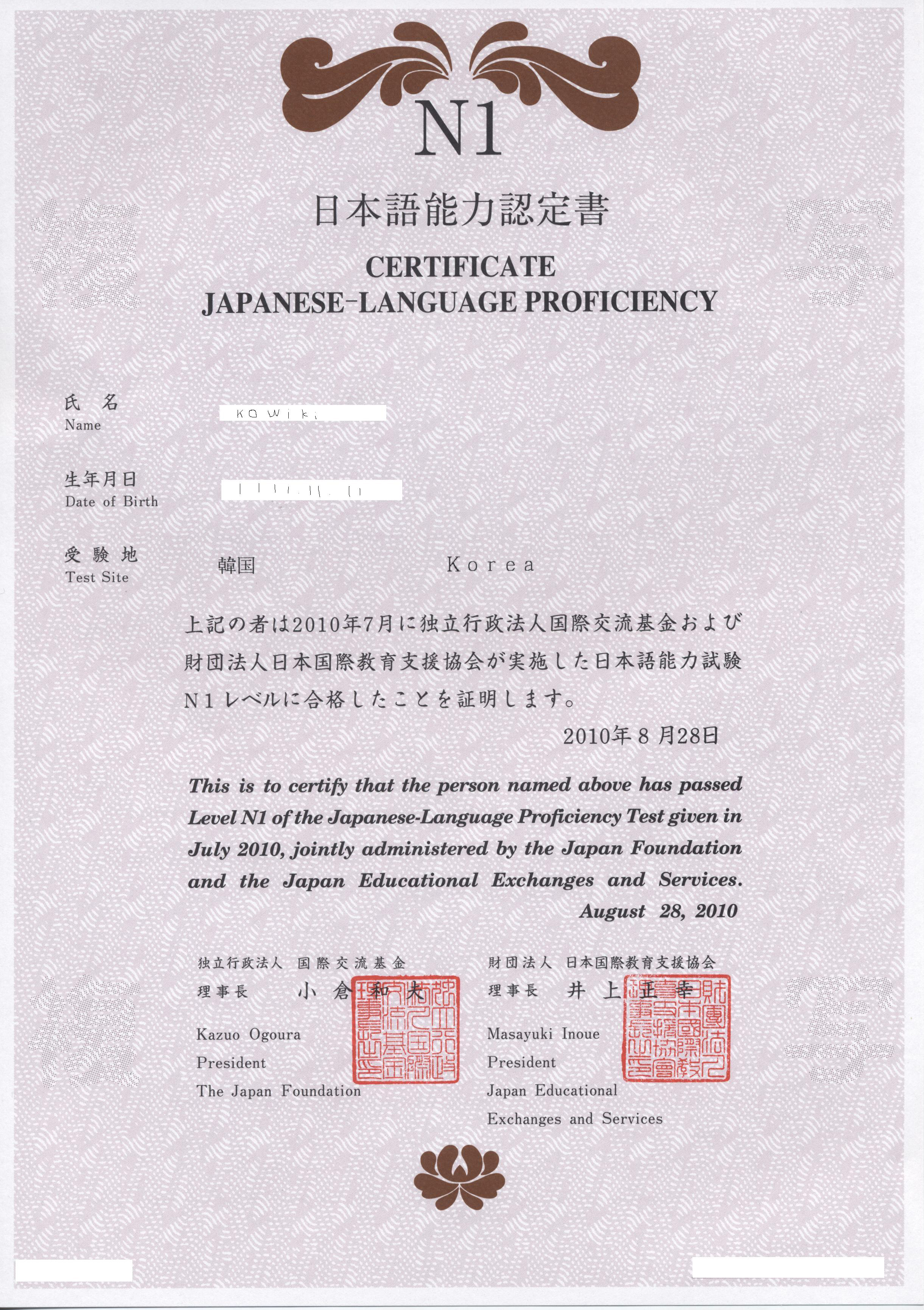
Образец сертификата Нихонго норёку сикэн (первый уровень)

Экзамен представляет собой стандартизированный тест и содержит пять уровней сложности, среди которых соискатель может выбрать наиболее близкий к его возможностям. Пятый уровень, самый лёгкий, требует знания незначительного количества лексических единиц, умения читать простые предложения, в то время как первый, наиболее трудный, подразумевает свободное владение языком.

## История
Нихонго норёку сикэн был введён в 1984 году в ответ на возросшую потребность иностранных граждан в официальном подтверждении своих знаний. В первом тестировании участвовало около 7000 человек. До 2003 года для работы в японских учебных заведениях требовался сертификат Нихонго норёку сикэн, однако с 2003 года они принимают только результаты специализированного экзамена — Нихон рюгаку сикэн. Начиная с 2009 года экзамен проводится два раза в год: зимой и летом, но летом только для 1-го, 2-го и 3-го уровней в странах Восточной Азии. В 2010 году из-за большой разницы между 3-м и 2-м уровнем ввели дополнительный промежуточный уровень, и всего уровней стало пять.

## Содержание
Содержание экзамена регламентируется Спецификацией содержания экзамена (яп. 出題基準 Сюцудай кидзюн), впервые опубликованной в 1994 году и частично пересмотренной в 2002 году. Данный документ, за исключением англоязычного введения, целиком написан на японском языке и содержит списки слов, иероглифов, выражений и грамматики для каждого уровня экзамена. Согласно Спецификации, экзамен проводится в форме теста, в котором соискателю необходимо лишь выбрать один вариант из нескольких возможных, писать что-либо на японском языке от соискателя не требуется.
Независимо от уровня экзамен состоит из трёх частей: лексика и иероглифика, аудирование и понимание, чтение и понимание — грамматика. Максимальное число баллов фиксировано, различается лишь время, отводимое на каждый раздел.

### Лексика и иероглифика
В данную часть экзамена входит в среднем 35-45 вопросов, в которых от соискателя требуется определить верный иероглиф, выбрать соответствующую запись катаканой или хираганой, а также подобрать наиболее подходящее слово для данного предложения.

### Аудирование и понимание
Состоит из двух частей, в одной из которых соискателю при ответе на каждый вопрос необходимо выбрать верную картинку из четырёх предложенных, используя информацию, полученную из диалога, запись которого проигрывается во время экзамена. Вторая часть аналогична первой, за исключением того, что картинки отсутствуют, а варианты ответов зачитываются вместе с диалогом. Запись с заданиями проигрывается один раз и ни при каких обстоятельствах не может быть повторена.

### Чтение и понимание — грамматика
Содержит 20-30 вопросов по грамматике японского языка и такое же число вопросов, основанных на понимании предложений и текстов. Сюда могут входить задания, где требуется заполнить пробелы в диалоге или ответить на вопросы, связанные с содержанием.

### Временные ограничения
Общее время, отведённое на экзамен, и его доли для каждой части приведены в таблице.
| Уровень | Раздел тестирования (время тестирования)               | Раздел тестирования (время тестирования)               | Раздел тестирования (время тестирования) | Общая продолжительность |
| ------- | ------------------------------------------------------ | ------------------------------------------------------ | ---------------------------------------- | ----------------------- |
| N1      | Знание языка (словарь / грамматика) · Чтение (110 мин) | Знание языка (словарь / грамматика) · Чтение (110 мин) | Аудирование (60 мин)                     | 170 мин                 |
| N2      | Знание языка (словарь / грамматика) · Чтение (105 мин) | Знание языка (словарь / грамматика) · Чтение (105 мин) | Аудирование (50 мин)                     | 155 мин                 |
| N3      | Знание языка (словарь) (30 мин)                        | Знание языка (грамматика) ・ Чтение (70 мин)           | Аудирование (40 мин)                     | 140 мин                 |
| N4      | Знание языка (словарь) (25 мин)                        | Знание языка (грамматика) ・ Чтение (55 мин)           | Аудирование (35 мин)                     | 125 мин                 |
| N5      | Знание языка (словарь) (20 мин)                        | Знание языка (грамматика) ・ Чтение (40 мин)           | Аудирование (30 мин)                     | 105 мин                 |

- Примечание: «Словарь» включает в себя проверку иероглифов и лексики.

Каждый раздел начинается и заканчивается одновременно всей группой соискателей, досрочный переход к следующей части не допускается.

## Требования
Сводные требования для каждого из уровней приведены в таблице.
| Уровень | Иероглифы | Словарь | Проходной балл |
| ------- | --------- | ------- | --- |
| N5      | 100       | 800     | Общий: 80 из 180 (44 %) Словарь/грамматика/чтение: 38 из 120 (32 %) Аудирование: 19 из 60 (32 %)                  |
| N4      | 300       | 1500    | Общий: 90 из 180 (50 %) Словарь/грамматика/чтение: 38 из 120 (32 %) Аудирование: 19 из 60 (32 %)                  |
| N3      | 650       | 3500    | Общий: 95 из 180 (53 %) Словарь/грамматика: 19 из 60 (32 %) Чтение: 19 из 60 (32 %) Аудирование: 19 из 60 (32 %)  |
| N2      | 1000      | 6000    | Общий: 90 из 180 (50 %) Словарь/грамматика: 19 из 60 (32 %) Чтение: 19 из 60 (32 %) Аудирование: 19 из 60 (32 %)  |
| N1      | 2000      | 10000   | Общий: 100 из 180 (56 %) Словарь/грамматика: 19 из 60 (32 %) Чтение: 19 из 60 (32 %) Аудирование: 19 из 60 (32 %) |

Сводные требования для старых уровней (2009 год и ранее) приведены в таблице.
| Уровень | Иероглифы | Словарь | Часы изучения | Проходной балл |
| ------- | --------- | ------- | ------------- | -------------- |
| 4       | 100       | 800     | 150           | 60 %           |
| 3       | 300       | 1500    | 300           | 60 %           |
| 2       | 1000      | 6000    | 600           | 60 %           |
| 1       | 2000      | 10000   | 900           | 70 %           |

Для более наглядной оценки нарастания предъявляемых требований ниже приведён график относительной сложности экзамена в зависимости от уровня.
Как видно из представленной диаграммы, зависимость носит нелинейный характер, и если переход с четвёртого уровня (N5 по-новому) на третий (N4) не требует значительных усилий, то для получения второго уровня (N2) необходим более чем трёхкратный рост степени владения языком. Поэтому, начиная с 2009 года, система уровней тестов была изменена добавлением промежуточного уровня N3 между старыми 2 и 3. Как показывает практика, основная масса соискателей получает сертификат четвёртого уровня (N5) после одного года занятий и третьего (N4) уже в следующем году, в то время как на подготовку к сдаче экзамена второго уровня (N2) уходит более двух лет.

## Организация экзамена
Нихонго норёку сикэн проводится дважды в год в первое воскресенье июля и в первое воскресенье декабря. Регистрация на зимний экзамен проводится в первых числах сентября, а на летний — в первых числах апреля. Тем соискателям, кто не может лично явиться в пункт регистрации и планирует выслать документы по почте, необходимо сделать это ещё раньше. Для очной регистрации необходимо иметь при себе паспорт и две фотографии 3 × 3.
Экзамен платный, в России в 2016 году стоимость анкеты составляла 100 рублей. Взнос за экзамен пятого уровня — 1500 рублей, четвёртого — 1700, третьего — 1900 рублей, второго — 2100 рублей, первого — 2300 рублей.
На экзамене каждому соискателю заранее подготовлено персональное место, отмеченное номером, совпадающим с номером его ваучера. Во время экзамена при себе разрешается иметь только два простых карандаша для заполнения экзаменационных анкет и ластик.
Результаты экзамена рассылаются по почте. Результаты зимнего экзамена обычно доходят до соискателей в конце февраля — начале марта следующего года, летнего — в октябре. Также результаты можно узнать онлайн на официальном сайте экзамена примерно через два месяца, введя свой регистрационный номер и пароль, который указан в ваучере.

## Результаты
| Год    | Уровень | В Японии      | В Японии          | В Японии        | Вне Японии    | Вне Японии        | Вне Японии      |
| Год    | Уровень | Подало заявок | Пришло на экзамен | Прошло (%)      | Подало заявок | Пришло на экзамен | Прошло (%)      |
| ------ | ------- | ------------- | ----------------- | --------------- | ------------- | ----------------- | --------------- |
| 2007   | 1級     | 47 761        | 42 923            | 14 338 (33,4 %) | 135 616       | 110 937           | 28 550 (25,7 %) |
| 2007   | 2級     | 34 782        | 31 805            | 11 884 (37,4 %) | 186 226       | 152 198           | 40 975 (26,9 %) |
| 2007   | 3級     | 16 808        | 15 710            | 8 664 (55,1 %)  | 143 252       | 113 526           | 53 806 (47,4 %) |
| 2007   | 4級     | 3 908         | 3 383             | 2 332 (68,9 %)  | 64 127        | 53 476            | 27 767 (51,9 %) |
| 2008   | 1級     | 52 992        | 46 953            | 18 454 (39,3 %) | 138 131       | 116 271           | 38 988 (33,5 %) |
| 2008   | 2級     | 41 924        | 38 040            | 16 289 (42,8 %) | 187 482       | 157 142           | 58 124 (37,0 %) |
| 2008   | 3級     | 22 016        | 20 351            | 13 304 (65,4 %) | 147 435       | 120 569           | 69 605 (57,7 %) |
| 2008   | 4級     | 4 524         | 3 903             | 2 765 (70,8 %)  | 65 877        | 55 828            | 31 227 (55,9 %) |
| 2009-1 | 1級     | 29 274        | 26 578            | 11 738 (44,2 %) | 103 349       | 87 104            | 28 230 (32,4 %) |
| 2009-1 | 2級     | 26 437        | 24 793            | 9 279 (37,4 %)  | 130 753       | 110 266           | 27 543 (25,0 %) |
| 2009-2 | 1級     | 46 648        | 41 998            | 12 293 (29,3 %) | 137 708       | 114 725           | 26 427 (23,0 %) |
| 2009-2 | 2級     | 36 528        | 33 807            | 12 462 (36,9 %) | 176 628       | 147 328           | 41 488 (28,2 %) |
| 2009-2 | 3級     | 17 703        | 16 675            | 9 360 (56,1 %)  | 131 733       | 108 867           | 51 903 (47,7 %) |
| 2009-2 | 4級     | 3 212         | 2 932             | 2 155 (73,5 %)  | 61 995        | 53 041            | 29 529 (55,7 %) |
| 2010-1 | N1      | 26 225        | 23 694            | 9 651 (40,7 %)  | 73 863        | 62 938            | 19 402 (30,8 %) |
| 2010-1 | N2      | 24 738        | 23 126            | 13 768 (59,5 %) | 87 889        | 74 874            | 32 530 (43,4 %) |
| 2010-1 | N3      | 6 947         | 6 280             | 3 051 (48,6 %)  | 42 227        | 32 100            | 12 574 (39,2 %) |
| 2010-2 | N1      | 40 041        | 36 810            | 12 774 (34,7 %) | 100 689       | 87 763            | 25 781 (29,4 %) |
| 2010-2 | N2      | 27 947        | 26 020            | 11 679 (44,9 %) | 106 402       | 91 996            | 30 460 (33,1 %) |
| 2010-2 | N3      | 8 363         | 7 665             | 3 501 (45,7 %)  | 56 236        | 45 906            | 18 883 (41,1 %) |
| 2010-2 | N4      | 7 764         | 7 317             | 3 716 (50,8 %)  | 48 613        | 41 484            | 19 235 (46,4 %) |
| 2010-2 | N5      | 2 065         | 1 870             | 1 458 (78,0 %)  | 43 676        | 38 128            | 22 846 (59,9 %) |
| 2011-1 | N1      | 24 716        | 22 782            | 6 546 (28,7 %)  | 89 744        | 76 991            | 20 519 (26,7 %) |
| 2011-1 | N2      | 19 203        | 17 957            | 9 057 (50,4 %)  | 92 015        | 79 716            | 30 216 (37,9 %) |
| 2011-1 | N3      | 5 642         | 5 211             | 2 511 (48,2 %)  | 36 841        | 29 507            | 13 230 (44,8 %) |
| 2011-1 | N4      | 3 643         | 3 358             | 1 431 (42,6 %)  | 19 010        | 15 453            | 5 802 (37,5 %)  |
| 2011-1 | N5      | 716           | 649               | 464 (71,5 %)    | 12 346        | 10 510            | 6 108 (58,1 %)  |
| 2011-2 | N1      | 36 426        | 33 460            | 11 849 (35,4 %) | 100 873       | 88 514            | 27 452 (31,0 %) |
| 2011-2 | N2      | 22 875        | 21 296            | 8 695 (40,8 %)  | 94 538        | 82 944            | 28 679 (34,6 %) |
| 2011-2 | N3      | 8 149         | 7 580             | 3 073 (40,5 %)  | 49 917        | 41 655            | 16 576 (39,8 %) |
| 2011-2 | N4      | 7 008         | 6 596             | 3 083 (46,7 %)  | 38 888        | 33 402            | 14 722 (44,1 %) |
| 2011-2 | N5      | 1 603         | 1 481             | 1 045 (78,0 %)  | 33 245        | 29 159            | 16 986 (58,3 %) |
| 2012-1 | N1      | 26 051        | 24 142            | 11 074 (45,9 %) | 78 904        | 69 082            | 23 789 (34,4 %) |
| 2012-1 | N2      | 20 041        | 18 843            | 9 683 (51,4 %)  | 78 553        | 69 418            | 29 191 (42,1 %) |
| 2012-1 | N3      | 7 317         | 6 878             | 3 232 (47,0 %)  | 38 650        | 31 942            | 14 391 (45,1 %) |
| 2012-1 | N4      | 5 437         | 5 116             | 2 388 (46,7 %)  | 22 431        | 18 590            | 8 489 (45,7 %)  |
| 2012-1 | N5      | 1 004         | 925               | 679 (73,4 %)    | 16 361        | 13 911            | 8 129 (58,4 %)  |